# Doomguy
Le Doomguy ou Doom Guy (« The Doomguy » en version originale), aussi appelé le Doom Marine ou encore le Doom Slayer, est le surnom du personnage principal anonyme incarné par le joueur dans la série de jeux vidéo Doom, ainsi que dans ses suites et spin-offs.
La série Doom, conçue par le studio id Software débute en 1993 avec le jeu Doom. Le personnage du Doomguy est présenté à partir du premier jeu comme un soldat de l'espace (Space marine (en)) revêtu d'une armure de combat verte et d'un casque intégral, et qui ne parle jamais à l'écran.
Considéré comme le protagoniste et le personnage emblématique de la série Doom, la caractérisation originale du Doomguy ne fait pas apparaître de personnalité définie, celui-ci étant dépeint comme un personnage générique. Selon le designer John Romero qui a fait partie de l'équipe de développement du jeu original, le personnage est censé représenter « le joueur lui-même »,.
En 2017, John Romero déclare qu'il a été à l'origine du modèle original du personnage dans sa représentation graphique, sur la jaquette du jeu Doom.